# Vandeleurini
Vandeleurini – monotypowe plemię ssaków z podrodziny myszy (Murinae) w obrębie rodziny myszowatych (Muridae).

## Rozmieszczenie geograficzne
Plemię obejmuje gatunki występujące w południowej i południowo-wschodniej Azji.

## Morfologia
Długość ciała (bez ogona) 68–125 mm, długość ogona 105–142 mm, długość ucha 13 mm, długość tylnej stopy 17–21 mm; masa ciała około 10 g.

## Systematyka
Plemię wyodrębnił w 2015 roku międzynarodowy zespół zoologów (Francuzi Marie Pagès, Pierre-Henri Fabre, Yannick Chaval, Violaine Nicolas i Vincent Lazzari, Włoch Alessio Mortelliti, Niemiec Konstans Wells oraz Belg Johan R. Michaux) w artykule zatytułowanym Filogeneza molekularna nadrzewnych gryzoni myszowych z Azji Południowo-Wschodniej, opublikowanym w czasopiśmie „Zoologica Scripta”. Rodzaj zdefiniował w 1842 roku angielski zoolog John Edward Gray w artykule zatytułowanym Opisy kilku nowych rodzajów i pięćdziesięciu niezarejestrowanych gatunków ssaków, opublikowanym w czasopiśmie „The Annals and magazine of natural history”. Gatunkiem typowym jest (oznaczenie monotypowe) myszeczka orientalna (V. oleraceus). 

### Etymologia
Vandeleuria: etymologia nieznana, Gray nie wyjaśnił pochodzenia nazwy rodzajowej, być może jest to eponim.

### Podział systematyczny
Na podstawie morfologii uzębienia wnioskuje się, że rodzaj ten jest pokrewny rodzajom Chiropodomys, Micromys i Vernaya. Do plemienia należy jeden rodzaj myszeczka (Vandeleuria) wraz z następującymi gatunkami:
| Grafika | Gatunek                 | Autor i rok opisu     | Nazwa zwyczajowa     | Podgatunki         | Rozmieszczenie geograficzne | Podstawowe wymiary                                  | Status IUCN |
| ------- | ----------------------- | --------------------- | -------------------- | ------------------ | --- | --------------------------------------------------- | ----------- |
|         | Vandeleuria oleraceus   | (E.T. Bennett, 1832)  | myszeczka orientalna | gatunek monotypowy | większość subkontynentu indyjskiego, południowa Chińska Republika Ludowa (zachodni i południowy Junnan), kontynentalna Azja Południowo-Wschodnia na północ do przesmyku Kra; zakres wysokości: 150–1500 m n.p.m. | DC: około 6,8 cm DO: około 10,5 cm MC: około 10 g   | LC          |
|         | Vandeleuria nilagiricus | (Jerdon, 1867)        | myszeczka piękna     | gatunek monotypowy | endemit Indii: południowe Ghaty Zachodnie; być może też północne; zakres wysokości: 900–2100 m n.p.m. | DC: około 10,5 cm DO: około 14,2 cm MC: brak danych | EN          |
|         | Vandeleuria nolthenii   | W.W.A. Phillips, 1929 | myszeczka cejlońska  | gatunek monotypowy | endemit Sri Lanki: centralne wyżyny; zakres wysokości: 1320–2130 m n.p.m. | DC: 12–12,5 cm DO: 12–12,5 cm MC: brak danych       | EN          |

Kategorie IUCN:  LC  – gatunek najmniejszej troski,  EN  – gatunek zagrożony.